# Schloss Vizovice

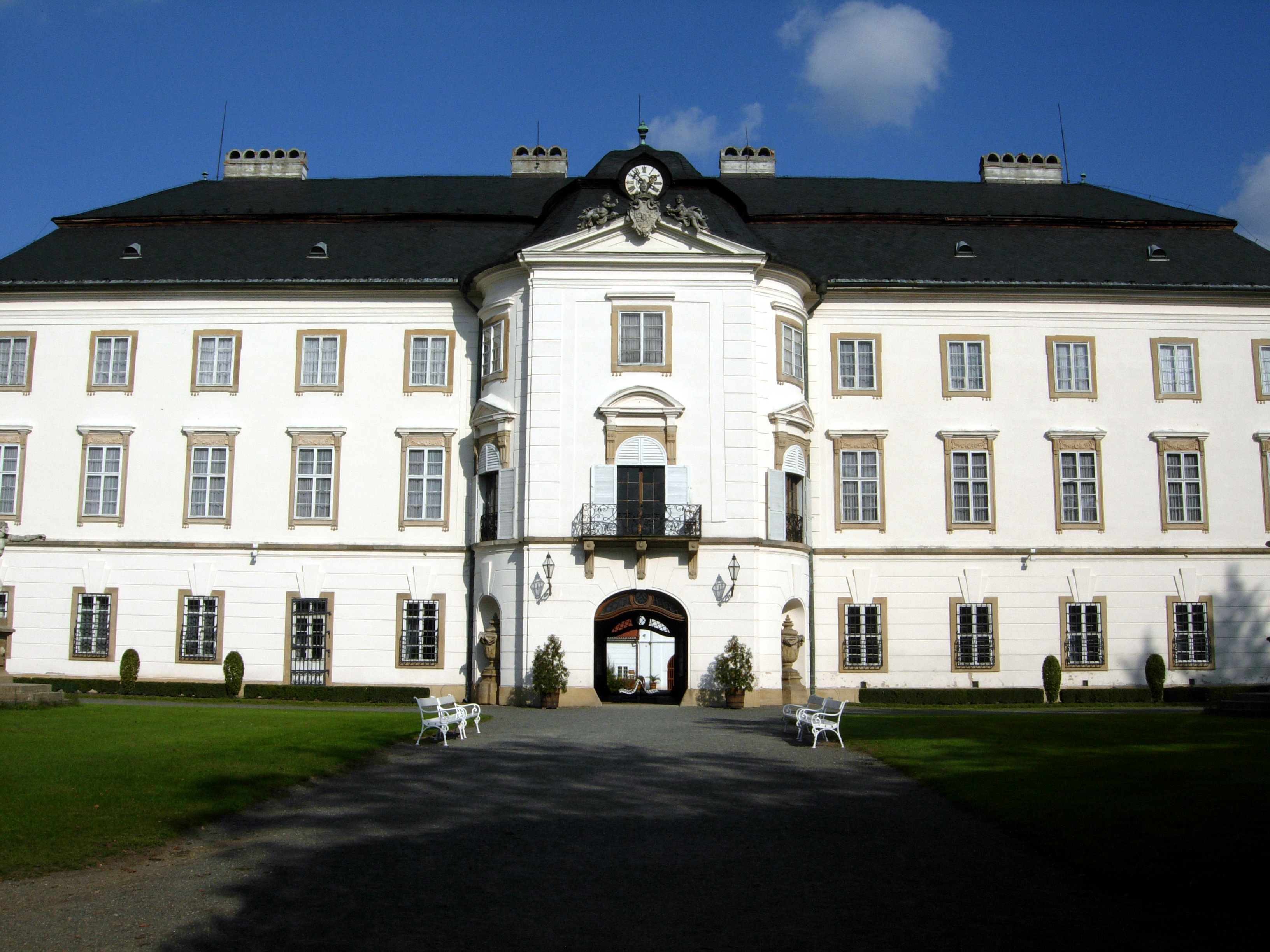
Schloss Vizovice

Das Schloss Vizovice (Deutsch Wisowitz) befindet sich in der Stadt Vizovice im Okres Zlín in Tschechien.

## Geschichte

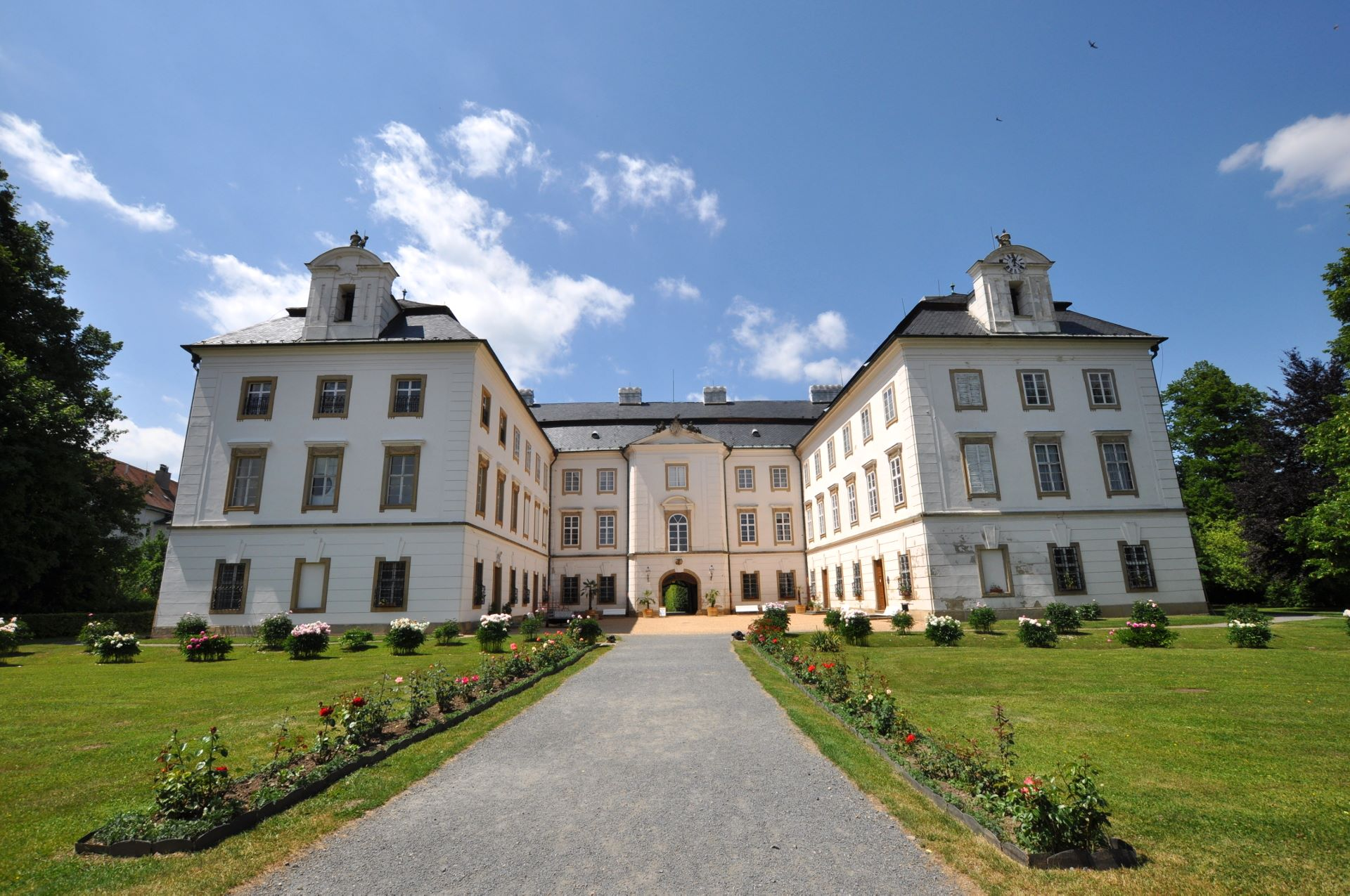
Ehrenhof

Das Barockschloss mit Zügen des französischen Klassizismus entstand Mitte des 18. Jahrhunderts an der Stelle des ehemaligen Klosters Smilheim. Das Schloss wurde nach Entwurf des Architekten Franz Anton Grimm gebaut. Bauherr war der Bischof von Königgrätz, Graf Hermann Hannibal von Blümegen. 1815 kam es bis 1945 in den Besitz der Familie von Stillfried und Rathenitz, zuletzt der Marietta Boos von Waldeck, geborene von Stillfried (1890–1968), die 1924 den Grafen Viktor Boos von Waldeck und Montfort geheiratet hatte.
Während der deutschen Besetzung waren im Schloss zum Ende des Zweiten Weltkrieges zur Partisanenbekämpfung der SS-Jagdverband z.b.V.-Kommando 31 und die Spezialabteilung „Josef“ der Hlinka-Garde stationiert. Sie verübten im April 1945 in Ploština und Prlov Massaker an der Zivilbevölkerung.
Im Schloss befinden sich Möbel im Barock-, Rokoko- und Biedermeierstil, Porzellan verschiedenen Ursprungs und weitere wertvolle Gegenstände. Das Mobiliar ist meistens original und befindet sich in einem sehr guten Zustand. Die wertvollste Kollektion des Schlossinventars stellen Werke der niederländischen Maler dar. Daneben befinden sich Bilder von Johann Rudolf Byss, Johann Baptist Drechsler, Jan Fyt, Paulus Potter, Johann Heinrich Schönfeld und Franz Werner Tamm.